# Paul Charpentier
Paul Charpentier (Buenos Aires, 1º maggio 2000) è un calciatore argentino, attaccante del Dep. Limache in prestito dal Nueva Chicago.

## Carriera
È cresciuto nel settore giovanile del Nueva Chicago ed ha debuttato in prima squadra il 21 giugno 2017 nell'incontro di Primera B Nacional perso 1-0 contro la Juventud Unida. Il 12 luglio seguente ha segnato il suo primo gol, nella partita persa 2-1 contro l'Argentinos Juniors e successivamente ha effettuato un provino con il River Plate senza tuttavia venire tesserato.
L'8 luglio 2019 è passato in prestito al Sacachispas dove ha tuttavia giocato due soli incontri prima di far ritorno al club neroverde, dove ha iniziato a giocare con frequenza a partire dal 2021. Nel gennaio del 2023 è passato in prestito allo Sp. Luqueño dove ha disputato 46 incontri nel corso dell'anno solare mettendo a segno 9 reti. Nel gennaio del 2024 è passato con la stessa formula al Guaraní ma dopo sei mesi ha cambiato squadra passando allo Sportivo Trinidense fino a dicembre.

## Statistiche

### Presenze e reti nei club
Statistiche aggiornate al 20 gennaio 2025.
| Stagione             | Squadra              | Campionato           | Campionato | Campionato | Coppe nazionali | Coppe nazionali | Coppe nazionali | Coppe continentali | Coppe continentali | Coppe continentali | Altre coppe | Altre coppe | Altre coppe | Totale | Totale | Totale |
| Stagione             | Squadra              | Comp                 | Pres       | Reti       | Comp            | Pres            | Reti            | Comp               | Pres               | Reti               | Comp        | Pres        | Reti        | Pres   | Reti   |        |
| -------------------- | -------------------- | -------------------- | ---------- | ---------- | --------------- | --------------- | --------------- | ------------------ | ------------------ | ------------------ | ----------- | ----------- | ----------- | ------ | ------ | ------ |
| 2016-2017            | Nueva Chicago        | PBN                  | 5          | 1          | CA              | 0               | 0               |                    | -                  | -                  |             | -           | -           | 5      | 1      |        |
| 2017-2018            | Nueva Chicago        | PBN                  | 1          | 0          | CA              | 0               | 0               |                    | -                  | -                  |             | -           | -           | 1      | 0      |        |
| 2019-2020            | Sacachispas          | PBM                  | 2          | 0          | CA              | 0               | 0               |                    | -                  | -                  |             | -           | -           | 2      | 0      |        |
| 2020                 | Nueva Chicago        | PBN                  | 1          | 1          | CA              | 0               | 0               |                    | -                  | -                  |             | -           | -           | 1      | 0      |        |
| 2021                 | Nueva Chicago        | PBN                  | 20         | 2          | CA              | 0               | 0               |                    | -                  | -                  |             | -           | -           | 20     | 2      |        |
| 2022                 | Nueva Chicago        | PBN                  | 30         | 5          | CA              | 0               | 0               |                    | -                  | -                  |             | -           | -           | 30     | 5      |        |
| Totale Nueva Chicago | Totale Nueva Chicago | Totale Nueva Chicago | 57         | 8          |                 | 0               | 0               |                    | -                  | -                  |             | -           | -           | 57     | 8      |        |
| 2023                 | Sp. Luqueño          | PD                   | 44         | 8          | CP              | 2               | 1               | -                  | -                  | -                  | -           | -           | -           | 46     | 9      |        |
| 2024                 | Guaraní              | PD                   | 15         | 2          | CP              | 0               | 0               | CS                 | 1                  | 0                  | -           | -           | -           | 16     | 2      |        |
| 2024                 | Sportivo Trinidense  | PD                   | 16         | 5          | CP              | 2               | 1               | -                  | -                  | -                  | -           | -           | -           | 18     | 6      |        |
| Totale carriera      | Totale carriera      | Totale carriera      | 134        | 23         |                 | 4               | 2               |                    | 1                  | 0                  |             | -           | -           | 139    | 25     |        |